# Gobiesox schultzi
Gobiesox schultzi is een  straalvinnige vissensoort uit de familie van schildvissen (Gobiesocidae). De wetenschappelijke naam van de soort is voor het eerst geldig gepubliceerd in 1951 door Briggs.
De soort staat op de Rode Lijst van de IUCN als niet bedreigd, beoordelingsjaar 2007.